# Рохас, Роберто (испанский футболист)
Робе́рто Ро́хас Гонса́лес (исп. Roberto Rojas González; род. 17 ноября 1974 года, Мадрид, Испания) — испанский футболист, правый защитник. Известен по выступлениям за «Малагу».

## Клубная карьера
Рохас — воспитанник мадридского «Реала». 14 ноября 1998 года в матче против «Сельты» он дебютировал в Ла Лиге, заменив Кристиана Пануччи. В том же году Роберто стал обладателем Межконтинентального кубка в составе столичной команды. Из-за высокой конкуренции Рохас провёл за «Реал» всего 5 матчей, после чего решил сменить клуб.
В 1999 году он перешёл в «Малагу». Рохас быстро завоевал место в основе и стал одним из лидеров анчоусов. В 2002 году Роберто помог «Малаге» завоевать Кубок Интертото и выйти в 1/4 Кубка УЕФА. В 2004 году Рохас перешёл в клуб третьего дивизиона «Райо Вальекано», в котором отыграл один сезон. После этого он выступал за команды низших лиг «Алькоркон» и «Парла». В 2007 году Роберто завершил карьеру футболиста и вернулся в «Реал», где начал тренировать молодёжный составы «галактикос».

## Достижения
«Реал Мадрид»
- Обладатель Межконтинентального кубка — 1998

 «Малага»
- Обладатель Кубка Интертото — 2002